# Marijn Veen
Marijn Anne Elise Veen (Utrecht, 18 de novembro de 1996) é uma jogadora de hóquei sobre a grama neerlandesa.

## Carreira
Veen jogou pelo Kampong até 2017, quando foi transferida para o clube Amsterdã.
Em 2016 e 2018 , Veen foi membro da equipe Indoor da Holanda no Campeonato EuroHockey Indoor das Nações em Minsk e Praga, ganhando medalhas de ouro e prata, respectivamente. Ela seguiu com uma medalha de prata na Copa do Mundo Indoor de 2018 em Berlim.
Veen fez sua estreia internacional sênior em novembro de 2018 no Champions Trophy. Ela marcou dois gols em sua estreia, em uma vitória por 3 a 1 contra o Japão. Em 2019, Veen ganhou duas medalhas de ouro com a seleção nacional; na Grande Final da FIH Pro League em Amstelveen e no Campeonato EuroHockey Nations em Antuérpia.
Nos Jogos Olímpicos de Verão de 2024, em Paris, conquistou a medalha de ouro no torneio feminino do hóquei sobre a grama, após vencer a final contra a equipe chinesa por pênaltis.